# كامبي فليغري
كامبي فليغري أو الحقول الفليغرية هي كالديرا كبيرة بعرض 13 كم (8.1 ميل) تقع إلى الغرب من نابولي في إيطاليا.أعلنت حديقة إقليمية في عام 2003. يقع معظمها تحت الماء وتضم 24 فوهة بركانية. يمكن ملاحظة النشاط الهيدروحراري في لوكرينو وأنيانو وبوتسوولي. هناك أيضاً مظاهر غازية في فوهة سولفاتارا، والتي تعرف باسم البيت الأسطوري لإله النار الروماني فولكان. تتظاهر المنطقة أيضاً بانزلاق أرضي والتي هي أكثر وضوحاً في معبد سيرابيس في بوتسولي.